# Werner Langmaack
Werner Langmaack (* 15. September 1946) ist ein deutscher Sportjournalist und Buchautor.

## Leben
Langmaack durchlief eine Ausbildung zum Versicherungskaufmann. Er machte das Abitur auf dem zweiten Bildungsweg und nahm hernach ein Studium an der Hochschule für Wirtschaft und Politik auf. Seine Laufbahn als Sportjournalist begann er beim Norddeutschen Rundfunk. Innerhalb des NDR war er unter anderem als Fußballberichterstatter für den Hörfunksender NDR 90,3 und als Redakteur für die Fernsehsendung DAS! tätig. Zu seinen Fachgebieten wurden neben Fußball der Pferdesport, Sportpolitik, Zusammenhänge zwischen Sport und Kultur sowie Sport und Gesellschaft, Handball, Breitensport, Boxen, Tennis, Radsport und Triathlon. Der freiberuflich tätige Langmaack war ebenfalls beim privaten Hörfunksender Radio 107 beschäftigt. Das Angebot, die Leitung der Sportredaktion des Senders zu übernehmen, lehnte er ab. Er veröffentlichte Beiträge in Zeitungen und Zeitschriften, darunter Hamburger Abendblatt, Welt, Welt am Sonntag, TAZ, Zeit, Financial Times Deutschland, Szene Hamburg und Prinz. Zwischen 1989 und 1993 war Langmaack Chefredakteur der Stadionzeitung des FC St. Pauli („Millerntor Magazin“).
1992 war Langmaack Herausgeber des Werkes „FC St. Pauli. Glaube, Liebe, Hoffnung. Geschichten rund um den sympathischsten Verein der Welt“. Er verfasste das 2005 veröffentlichte Buch „10 Jahre HEW-Cyclassics“. 2007 erschien sein Buch „Nicht von dieser Welt“, eine Erzählung über einen Anhänger des FC St. Pauli. 2013 brachte Langmaack das Buch „Drei St.-Pauli-Leben“ heraus, in dem er Helmut Schultes Arbeit für den FC St. Pauli beschreibt.
Für den im September 2013 in der Welt am Sonntag erschienenen Bericht „War anstrengend, Mama“ zum Thema „100 Jahre Deutsches Sportabzeichen“ gewann Langmaack 2014 den vom Deutschen Olympischen Sportbund geförderten Journalistenpreis des Verbandes Deutscher Sportjournalisten.
Neben dem Sport befasst sich Langmaack in Veröffentlichungen mit politischen und gesellschaftlichen Themen. Der von ihm bevorzugte Urlaubsort, die Insel Sylt, ist Gegenstand seines 2003 erschienenen Buches „Inselgespräche - Was Prominente über Sylt denken“. 2018 erschien sein Buch „Unser Teilzeitparlament. Wie die Hamburgische Bürgerschaft tickt“.